# Drag Race Holland (seizoen 2)
Het tweede seizoen van Drag Race Holland begon op 6 augustus 2021 via de streamingdienst Videoland. Internationaal is de serie te zien via de streamingdienst WOW Presents Plus. De vaste jury bestaat dit seizoen uit presentator Fred van Leer en Marieke Samallo, oprichter van Milkshake Festival. Carlo Boszhard en Raven van Dorst zijn roulerende juryleden.
Casting voor het seizoen begon in februari 2021. De tien nieuwe deelnemers werden vervolgens bekend gemaakt via het Instagram-account van de serie op 27 juli 2021.
Op 24 september 2021 werd Vanessa Van Cartier gekroond als de winnaar van het seizoen en ontving daardoor de titel van Dutch Next Drag Superstar, een kroon en scepter van Fierce Drag Jewels, een beauty-editorial in Cosmopolitan, een geldprijs van €15.000 en een eigen podium op Milkshake Festival 2022. Tabitha werd tevens in de finale uitgeroepen tot Miss Congeniality.

## Deelnemers

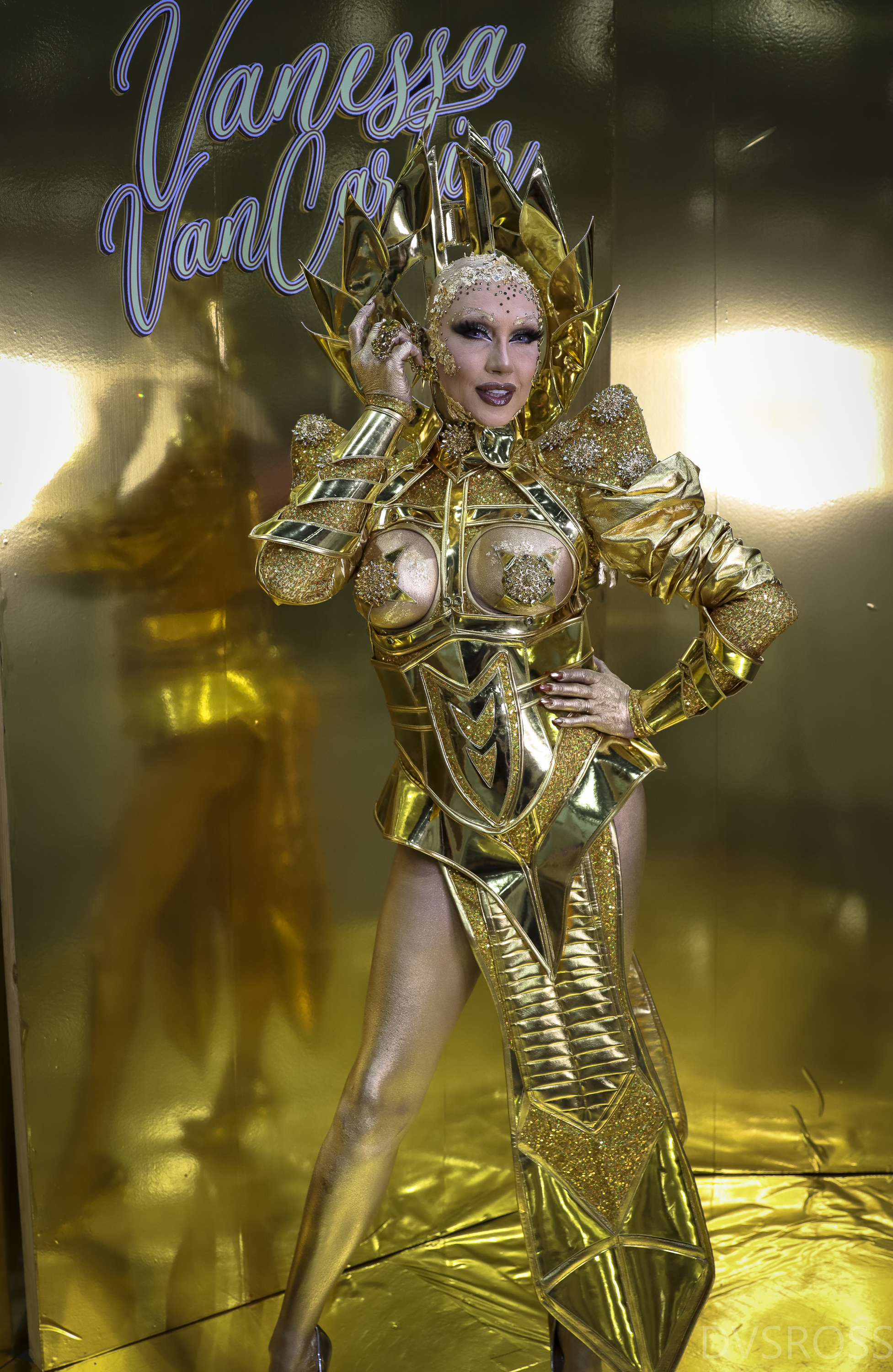
Vanessa Van Cartier

| Deelnemer           | Leeftijd | Woonplaats | Uitkomst            |
| ------------------- | -------- | ---------- | ------------------- |
| Vanessa Van Cartier | 41       | Rotterdam  | Winnaar             |
| My Little Puny      | 39       | Amsterdam  | 2e plaats           |
| Vivaldi             | 22       | Enschede   | 3e plaats           |
| Keta Minaj          | 40       | Amsterdam  | 4e plaats           |
| Tabitha             | 46       | Amsterdam  | 5e plaats (Miss C.) |
| The Countess        | 22       | Amsterdam  | 6e plaats           |
| Ivy-Elyse           | 35       | Amsterdam  | 7e plaats           |
| Love Masisi         | 43       | Amsterdam  | 8e plaats           |
| Reggy B             | 25       | Amsterdam  | 9e plaats           |
| Juicy Kutoure       | 24       | Amsterdam  | 10e plaats          |

## Voortgang
In iedere aflevering worden de deelnemers in een categorie geplaatst op basis van feedback op hun prestatie tijdens de challenge en de outfit op de catwalk. De beste queen wint de aflevering en ontvangt een prijs, waaronder een 'veer in je reet zodat je concurrentie je niet vergeet'-speld, en de twee slechtste queens van de aflevering geven samen een competitief playbackoptreden waarna Fred bepaalt wie er mag blijven. Hieronder staan de categorieën per aflevering aangegeven.
| Deelnemer           | Aflevering | Aflevering | Aflevering  | Aflevering | Aflevering | Aflevering | Aflevering | Aflevering   |
| Deelnemer           | 1          | 2          | 3           | 4          | 5          | 6          | 7          | 8            |
| Deelnemer           | 1          | 2          | Snatch Game | Rusical    | Makeover   | 6          | 7          | Finale       |
| ------------------- | ---------- | ---------- | ----------- | ---------- | ---------- | ---------- | ---------- | ------------ |
| Vanessa Van Cartier | HOOG       | DOOR       | DOOR        | LAAG       | WINST      | LAAG       | DOOR       | Winnaar      |
| My Little Puny      | HOOG       | DOOR       | DOOR        | WINST      | PLAYBACK   | HOOG       | WINST      | Runner-up    |
| Vivaldi             | HOOG       | HOOG       | WINST       | DOOR       | HOOG       | PLAYBACK   | PLAYBACK   | Geëlimineerd |
| Keta Minaj          | WINST      | DOOR       | WINST       | HOOG       | HOOG       | WINST      | UIT        | Gast         |
| Tabitha             | DOOR       | LAAG       | LAAG        | HOOG       | PLAYBACK   | UIT        |            | Miss Con.    |
| The Countess        | DOOR       | WINST      | DOOR        | PLAYBACK   | UIT        |            |            | Gast         |
| Ivy-Elyse           | LAAG       | PLAYBACK   | PLAYBACK    | UIT        |            |            |            | Gast         |
| Love Masisi         | DOOR       | HOOG       | UIT         |            |            |            |            | Gast         |
| Reggy B             | PLAYBACK   | UIT        |             |            |            |            |            | Gast         |
| Juicy Kutoure       | UIT        |            |             |            |            |            |            | Gast         |

 De deelnemer is de winnaar van Drag Race Holland.
 De deelnemer belandde in de finale, maar eindigde op de tweede plaats.
 De deelnemer belandde in de finale, maar werd geëlimineerd nog voor de laatste playbackronde.
 De deelnemer was de winnaar van de aflevering.
 De deelnemer ontving overwegend positieve feedback en ging door.
 De deelnemer ging door.
 De deelnemer ontving overwegend negatieve feedback en ging door.
 De deelnemer belandde in de playbackronde en ging uiteindelijk door.
 De deelnemer belandde in de playbackronde en werd geëlimineerd.
 De deelnemer werd door de andere deelnemers bekroond als 'Miss Congeniality' voor haar sympathieke karakter.

## Playbackrondes
| Aflevering | Deelnemers     | Deelnemers | Deelnemers | Deelnemers          | Deelnemers          | Lied                             | Artiest        | Geëlimineerd   |
| ---------- | -------------- | ---------- | ---------- | ------------------- | ------------------- | -------------------------------- | -------------- | -------------- |
| 1          | Juicy Kutoure  | vs.        | vs.        | Reggy B             | Reggy B             | 'Physical'                       | Dua Lipa       | Juicy Kutoure  |
| 2          | Ivy-Elyse      | vs.        | vs.        | Reggy B             | Reggy B             | 'Don't Leave Me This Way'        | Thelma Houston | Reggy B        |
| 3          | Ivy-Elyse      | vs.        | vs.        | Love Masisi         | Love Masisi         | 'It's All Coming Back to Me Now' | Céline Dion    | Love Masisi    |
| 4          | Ivy-Elyse      | vs.        | vs.        | The Countess        | The Countess        | 'Free Your Mind'                 | En Vogue       | Ivy-Elyse      |
| 5          | My Little Puny | vs.        | Tabitha    | vs.                 | The Countess        | 'Call Me Mother'                 | RuPaul         | The Countess   |
| 6          | Tabitha        | vs.        | vs.        | Vivaldi             | Vivaldi             | 'Lekker met de meiden'           | MEROL          | Tabitha        |
| 7          | Keta Minaj     | vs.        | vs.        | Vivaldi             | Vivaldi             | 'Don't Stop me Now'              | Queen          | Keta Minaj     |
| 8          | My Little Puny | vs.        | vs.        | Vanessa Van Cartier | Vanessa Van Cartier | 'This Is My Life'                | Shirley Bassey | My Little Puny |

 De deelnemer werd geëlimineerd na de eerste keer in de playbackronde te belanden.
 De deelnemer werd geëlimineerd na de tweede keer in de playbackronde te belanden.
 De deelnemer werd geëlimineerd na de derde keer in de playbackronde te belanden.
 De deelnemer werd geëlimineerd na de laatste playbackronde in de finale.

## Gasten

### Gast-juryleden
De vaste jury bestaat uit Fred van Leer en Marieke Samallo. Carlo Boszhard en Raven van Dorst zijn vaste roulerende juryleden en daarnaast zijn er ook elke week gast-juryleden.
| Aflevering | Juryleden         |
| ---------- | ----------------- |
| 1          | Carlo Boszhard    |
| 1          | Elise Schaap      |
| 2          | Carlo Boszhard    |
| 2          | Soundos El Ahmadi |
| 3          | Carlo Boszhard    |
| 3          | Buddy Vedder      |
| 4          | Raven van Dorst   |
| 4          | Freek Bartels     |
| 5          | Raven van Dorst   |
| 5          | Alex Klaassen     |
| 6          | Carlo Boszhard    |
| 6          | MEROL             |
| 7          | Tina de Bruin     |
| 7          | Glennis Grace     |
| 8          | Carlo Boszhard    |
| 8          | Raven van Dorst   |
| 8          | Envy Peru         |

### Speciale gasten
Deze gasten verschenen in de aflevering, maar niet als juryleden.
| Aflevering | Juryleden         | Bekend als                                                                      |
| ---------- | ----------------- | ------------------------------------------------------------------------------- |
| 1          | ChelseaBoy        | Deelnemer van het eerste seizoen van Drag Race Holland                          |
| 1          | Envy Peru         | Deelnemer van het eerste seizoen van Drag Race Holland                          |
| 1          | Janey Jacké       | Deelnemer van het eerste seizoen van Drag Race Holland                          |
| 1          | Madame Madness    | Deelnemer van het eerste seizoen van Drag Race Holland                          |
| 1          | Ma'Ma Queen       | Deelnemer van het eerste seizoen van Drag Race Holland                          |
| 1          | Megan Schoonbrood | Deelnemer van het eerste seizoen van Drag Race Holland                          |
| 1          | Miss Abby OMG     | Deelnemer van het eerste seizoen van Drag Race Holland                          |
| 1          | Patty Pam-Pam     | Deelnemer van het eerste seizoen van Drag Race Holland                          |
| 1          | Roem              | Deelnemer van het eerste seizoen van Drag Race Holland                          |
| 1          | Sederginne        | Deelnemer van het eerste seizoen van Drag Race Holland                          |
| 2          | Alek              | Fotograaf                                                                       |
| 3          | Elise Schaap      | Actrice                                                                         |
| 4          | Dusty Gersanowitz | Drag queen                                                                      |
| 5          | Gert Kasteel      | Eén van de eerste paren van hetzelfde geslacht die in Nederland mochten trouwen |
| 5          | Dolf Pasker       | Eén van de eerste paren van hetzelfde geslacht die in Nederland mochten trouwen |
| 6          | Catherine Keyl    | Presentatrice                                                                   |
| 7          | Ferry Doedens     | Acteur                                                                          |
| 8          | Famke Louise      | Artieste                                                                        |
| 8          | Ma'Ma Queen       | Miss Congeniality van het eerste seizoen van Drag Race Holland                  |
| 8          | RuPaul            | Drag queen en tevens oprichter/presentator van RuPaul's Drag Race               |

## Afleveringen
| Deelnemer           | Karakter in de Snatch Game |
| ------------------- | -------------------------- |
| Ivy-Elyse           | Cardi B                    |
| Keta Minaj          | Sophie Anderson            |
| Love Masisi         | Grace Jones                |
| My Little Puny      | Marijke Helwegen           |
| Tabitha             | Kim Holland                |
| The Countess        | Lodewijk XIV van Frankrijk |
| Vanessa Van Cartier | Mathilde d'Udekem d'Acoz   |
| Vivaldi             | Nikkie Plessen             |

| Deelnemer           | Rol in de Rusical       | Statement op de catwalk |
| ------------------- | ----------------------- | ----------------------- |
| Ivy-Elyse           | Greta de Zeemeermin     | Stop Asian Hate         |
| Keta Minaj          | Roodkapje               | Psychische aandoening   |
| My Little Puny      | De goede fee / DJ Prins | Verslaving              |
| Tabitha             | De boze stiefmoeder     | Bodyshaming             |
| The Countess        | Doornroosje             | Hokjesdenken            |
| Vanessa Van Cartier | Assepoester             | Trans pride             |
| Vivaldi             | Sneeuwwitje             | Ontbossing              |